# モニカ・ルインスキー
モニカ・ルインスキー（Monica Lewinsky、本名：Monica Samille Lewinsky、1973年7月23日 - ）は、アメリカ合衆国の実業家、社会運動家。
ホワイトハウス実習生時代にビル・クリントン元大統領との不倫スキャンダルで、世界中のマスコミの注目を浴びた。

## 生い立ち
カリフォルニア州サンフランシスコの東欧ユダヤ系医師の家に生まれ、ロサンゼルス市内のビバリーヒルズで過ごす。オレゴン州ポートランドの大学を出た後、3通の推薦状を得てホワイトハウス実習生になった。推薦状は実質的には政府高官や政治家のコネであるといわれる。

## クリントンとの不倫スキャンダル
クリントン元大統領と一時不倫関係にあった。1994年、クリントンがアーカンソー州知事時代の部下だったポーラ・ジョーンズにセクハラで告訴された。その公判の中でクリントンはルインスキーとの関係を否定したが、これが元で偽証疑惑が浮上、スター特別検察官が捜査を開始した。クリントンから「私と関係があったことは裁判で言わないでくれ」と念押されて困ったルインスキーは電話で同僚に相談したが、話を聞いてしまった同僚は裁判で自分までもが偽証することを拒否し、モニカとの電話内容をテープで公表した。
こうして1998年1月に当時のクリントン大統領との「不適切な肉体的関係」不倫騒動が世界のトップニュースとなり、モニカ・ルインスキーは一躍有名人となる。その後ルインスキーが「大統領の精液がついた青いドレス」の存在を明らかにし、クリントンは血液採取とDNA鑑定を受けることになった。「精液が別人のものである確率は、欧米人で7兆8700万人に1人」という結果が出たため、8月19日、クリントンは法廷証言とテレビ演説で「不適切な関係」を認め、事態は前代未聞のスキャンダルに発展した。しかし下院は大統領弾劾訴追したものの、上院が無罪の評決を下し、この事件に幕がひかれた。

## スキャンダル以後
1999年には、大統領との経緯を綴った暴露本『モニカの真実』（Monica's Story）を出版。「彼は性的な親友だと思っていた」と記しつつ、しかもクリントン大統領自らが認めているのにかかわらず、肉体関係を持っていたことは否定。2000年にはダイエット商品のCMに出たり、オリジナルバッグを扱うオンラインショップを開設したり、起業家としての活躍も報じられた。
また2006年には、ロンドン・スクール・オブ・エコノミクスの大学院に進学したことが報じられ、翌2007年には修士号取得。現在ブランド・オーナーとして、グリニッジ・ヴィレッジで暮らしているという。2015年3月に久々の公の場としてTEDに登場し、当時の心境を告白した。さらに自身も経験したネットいじめの危険性を訴えて話題となった。

## 関連作品
- 『モニカの真実』 アンドリュー・モートン著、河合衿子訳 徳間書店刊